# Et à la fin était le bang

... Et à la fin était le bang est une pièce de théâtre française en deux actes et en prose de René de Obaldia datant de 1968. Surréaliste et poétique, le récit exploite la dérision et l'humour noir pour traiter en filigrane, une critique de la société contemporaine; l'injustice et la brutalité de l'homme sur ses semblables. La pièce est créée au Théâtre des Célestins à Lyon en 1968 (mise en scène Marcel Cuvelier), puis reprise en lors du Festival de Vaison-la-Romaine dans une mise en scène signée Michel de Ré le 22 juillet 1970.

## Intrigue
Le protagoniste principal est le stylite Oscar, ascète des temps modernes dont l'occupation favorite consiste à observer le monde, haut-perché au sommet d'une colonne, dans l'espoir de se rapprocher de Dieu. Isolé depuis trois années, deux femmes veillent cependant sur lui en permanence. Un guide touristique et un marchand de colonnes exploitent l'aubaine qu'il représente aux yeux des badauds. De son côté, sa mère est inquiète et s'interroge sur la date de son retour au monde. Un microcosme humain s'agite autour de la colonne d'Oscar, dubitatif, interrogatif voire pessimiste à l'égard de son devenir. 

## Autour de la pièce
Dans sa représentation de 1970, Patrick Dewaere tient le rôle principal d'un auteur respecté et reconnu, alors qu'il a choisi de rejoindre la nouvelle vague du café-théâtre. Toutefois, à l'instar des rôles qu'il tient au Café de la Gare de Paris à la même période, Dewaere campe un personnage tourmenté à travers une intrigue dont la charge critique, philosophique et humaniste est clairement établie. 

## Distribution
En 1970, au festival de Vaison-la-Romaine
- Adaptation et dialogues : René de Obaldia
- Mise en scène : Michel de Ré
- Scénographie et costumes : Georges Richar
- Musique : Jean Jusforgues
- Patrick Dewaere : Oscar, le stylite
- Michel de Ré : Le guide
- Geneviève Fontanel : Lolotte
- Denise Gence : Mathilde
- Martine Sarcey : Adélaïde
- Georges Audoubert : Alphonse
- Agathe Natanson : La gamine
- Marcelle Ranson : Honorine
- Claude Richard : L'Américain
- Olivier Hussenot : Le mutilé
- Jacques Maire : Le coureur cycliste
- Inès Nazaris : La dame bien
- Georges Carmier : Le marchand de glaces
- Christian Caron : L'étudiant
- Liliane Gaudet : La vieille fille
- Corinne Gosset : L'étudiante
- Gaëtan Jor : Le petit vieux
- Jean-Michel Molé : L'ivrogne
- Jean Péméja : Le marchand de colonnes, le reporter